# Ruud van Nistelrooy
Rutgerus Johannes Martinus „Ruud“ van Nistelrooy (niederländisch Nistelrooij; * 1. Juli 1976 in Oss) ist ein ehemaliger niederländischer Fußballspieler und heutiger Trainer. Der Stürmer stammt aus der Jugend des FC Den Bosch, für den er in der zweiten niederländischen Liga debütierte. Nach einer Saison beim SC Heerenveen in der Eredivisie wechselte van Nistelrooy 1998 zur PSV Eindhoven. Bei der PSV wurde van Nistelrooy 1999 und 2000 Torschützenkönig sowie bester Spieler der Eredivisie und 2000 und 2001 niederländischer Meister. Nach der zweiten Meisterschaft 2001 wechselte van Nistelrooy im Alter von 25 Jahren nach England zu Manchester United, wo er sich unter Alex Ferguson zu einem der besten Stürmer der Welt entwickelte. Mit United gewann van Nistelrooy u. a. 2003 die englische Meisterschaft und wurde im selben Jahr Torschützenkönig der Premier League. Zudem wurde er 2002, 2003 und 2005 Torschützenkönig der Champions League. Nach der Weltmeisterschaft 2006 wechselte van Nistelrooy nach Spanien zu Real Madrid. Mit den Königlichen wurde er 2007 und 2008 spanischer Meister sowie 2007 Torschützenkönig. Nachdem van Nistelrooy in den Spielzeiten 2008/09 und 2009/10 verletzungsbedingt kaum noch zum Einsatz gekommen war, wechselte er im Januar 2010 im Alter von 33 Jahren in die Bundesliga zum Hamburger SV. Nach eineinhalb Jahren kehrte er nach Spanien zurück und schloss sich dem FC Málaga an, bei dem er nach einer Spielzeit im Alter von 35 Jahren seine Karriere beendete. Van Nistelrooy ist neben Luis Suárez und Cristiano Ronaldo der einzige Spieler, der in drei europäischen Ligen Torschützenkönig wurde. Zudem ist er mit 56 Toren einer der besten Torschützen der Champions League, obwohl er diesen Wettbewerb nie gewinnen konnte.
Van Nistelrooy kam von 1998 bis 2011 in 70 Spielen für die niederländische Nationalmannschaft zum Einsatz und erzielte 35 Tore, womit er zu den besten Torschützen der Elftal zählt. Nachdem van Nistelrooy für die Weltmeisterschaft 1998 noch nicht nominiert worden und für die Europameisterschaft 2000 verletzt ausgefallen war und sich die Niederlande für die Weltmeisterschaft 2002 nicht qualifiziert hatte, nahm er bei der Europameisterschaft 2004 erstmals an einem großen Turnier teil. Van Nistelrooy führte die Elftal mit vier Toren ins Halbfinale und wurde hinter dem Tschechen Milan Baroš (5) zweitbester Torschütze sowie ins All-Star-Team des Turniers gewählt. Anschließend nahm er noch an der Weltmeisterschaft 2006 (ein Tor) und Europameisterschaft 2008 (zwei Tore) teil. Für die Weltmeisterschaft 2010 wurde er hingegen nicht mehr nominiert.

## Karriere als Spieler

### Im Verein

#### Die Anfänge
Ruud van Nistelrooy wurde am 1. Juli 1976 im niederländischen Oss geboren und wuchs im Stadtteil Geffen (Provinz Noord-Brabant) auf. Zunächst spielte er für die Jugendmannschaften der lokalen Amateurklubs Nooit Gedacht Geffen und den RKSV Margriet aus Oss. 1993 wechselte er zum FC Den Bosch, dem größten Fußballklub seiner Heimatregion und debütierte im Frühjahr 1994 als 17-Jähriger in der Eerste Divisie. Zu Beginn seiner Profikarriere wurde van Nistelrooy im Mittelfeld eingesetzt und konnte in den folgenden Jahren seine Einsatzzeiten kontinuierlich steigern. In der Saison 1996/97 gelang ihm endgültig der sportliche Durchbruch und er war mit 12 Toren erfolgreichster Torschütze seiner Mannschaft. 
Nach vier Spielzeiten beim FC Den Bosch wechselte van Nistelrooy in der Sommerpause 1997 für umgerechnet 360.000 Euro zum SC Heerenveen in die Eredivisie. Bei seinem neuen Klub sollte er nach den Vorstellungen von Trainer Foppe de Haan den abgewanderten Torjäger Jon Dahl Tomasson ersetzen. Van Nistelrooy erfüllte als etatmäßiger Mittelstürmer in der Saison 1997/98 die Erwartungen und erzielte 13 Tore in 31 Partien. 

#### PSV Eindhoven
Eine Saison später, 1998, wechselte der damals 22-Jährige zur PSV Eindhoven. Die Transfersumme von 12 Millionen Gulden (5,4 Millionen Euro) war damals der höchste Betrag, der je für einen Spielertransfer zwischen zwei niederländischen Klubs bezahlt worden war. Van Nistelrooy erzielte in seiner ersten Saison für die PSV 31 Tore in 34 Spielen und wurde zum Fußballer des Jahres der Niederlande gewählt. In seiner zweiten Saison in Eindhoven (1999/2000) erzielte er 29 Treffer, obwohl er wegen einer Verletzung nur 23 Spiele absolvierte. In seinen drei Jahren in Eindhoven erzielte er in 92 Prozent seiner Liga-Spiele ein Tor (62 Treffer bei 67 Spielen).

#### Manchester United

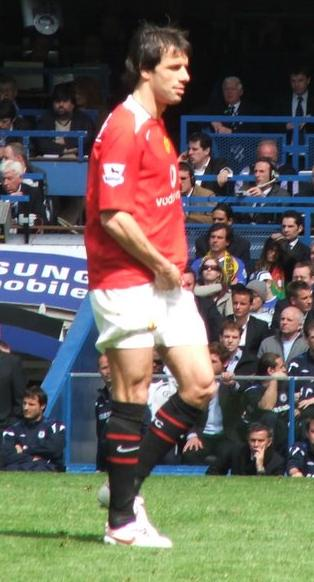
Van Nistelrooy gegen den FC Chelsea (2006)

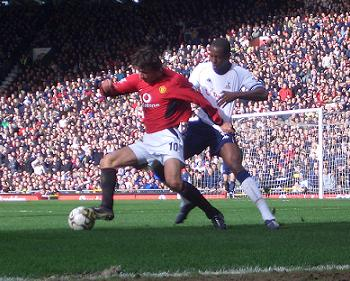
Van Nistelrooy gegen Tottenham Hotspur (2003)

2001 wechselte van Nistelrooy für die damalige britische Rekordsumme von 28,5 Millionen Euro zu Manchester United. Alex Ferguson hatte ihn bereits im Vorjahr verpflichten wollen, aber van Nistelrooy hatte eine schwere Knieverletzung erlitten und war auch für die Fußball-Europameisterschaft 2000 ausgefallen. Während seiner ersten Saison bei Manchester United erzielte er 23 Tore in 32 Spielen. Er erzielte dabei in acht aufeinanderfolgenden Spielen je mindestens ein Tor, was einen neuen Rekord bedeutete. In der Champions League erzielte er zehn Treffer in dieser Spielzeit.
In der Saison 2002/03 wurde er mit 25 Treffern Torschützenkönig in der Premier League und mit Manchester United englischer Meister. Im Europapokal schoss er 14 Tore, ein Klubrekord bei Manchester. Aufgrund einer Verletzung fiel er für einen großen Teil der Saison 2004/05 aus, war aber dennoch mit zehn Treffern bester Torschütze in der Champions League.
Im Mai 2006 wurde van Nistelrooy von ManU-Trainer Ferguson ausgemustert. Laut Ferguson hatte es mehrere Vorfälle im Training gegeben, die ihn beunruhigt und zu dieser Entscheidung gebracht hätten. Der Presse war bekannt, dass van Nistelrooy aus einer Mannschaftsbesprechung flüchtete und nach Hause fuhr, nachdem Ferguson ihm mitgeteilt hatte, dass er trotz der Verletzung Wayne Rooneys nur auf der Bank sitzen werde.
Während seiner Zeit bei Manchester United erhielt van Nistelrooy den Beinamen „Tormaschine“, weil er nahezu jede Chance im Strafraum zu einem Tor machte und für Manchester 95 Treffer in 150 Liga-Spielen erzielte. Er wurde auch „Van the Man“ genannt.

#### Real Madrid

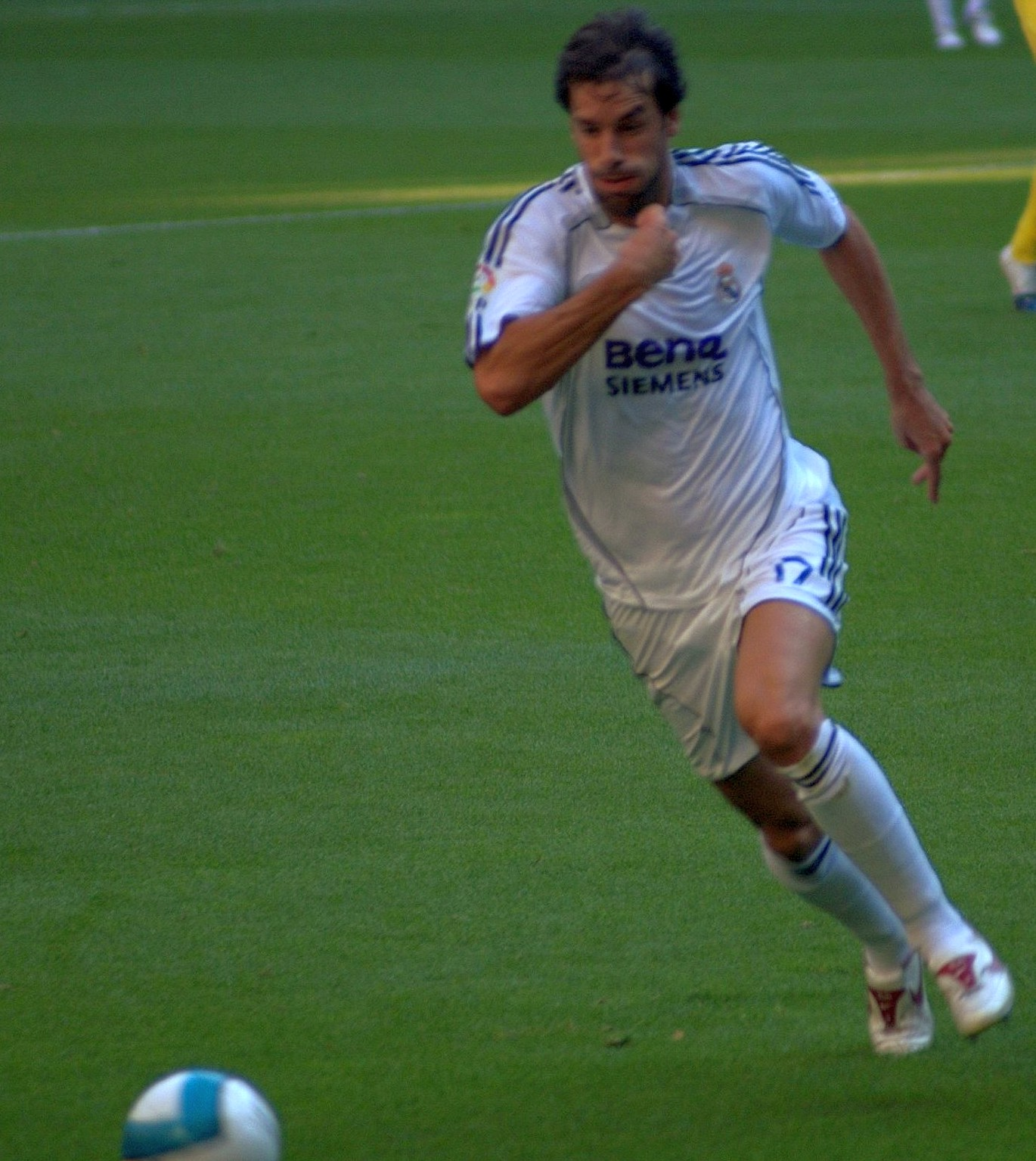
Van Nistelrooy bei Real Madrid (2008)

Am 27. Juli 2006 wechselte van Nistelrooy für rund 15 Millionen Euro zu Real Madrid. Er erhielt einen Dreijahresvertrag bis 2009 mit einem Jahresgehalt von etwa 5 Millionen Euro netto. Im Januar 2008 wurde van Nistelrooys Vertrag vorzeitig bis zum 30. Juni 2010 verlängert. Bereits in seinem zweiten Meisterschaftsspiel für Real Madrid demonstrierte er eindrucksvoll seine Torjägerqualitäten und erzielte gegen den UD Levante einen Hattrick. Im November 2006 erzielte er im Punktspiel gegen CA Osasuna vier Tore. Am Saisonende wies van Nistelrooy 25 Ligatore vor und hatte damit als spanischer Torschützenkönig maßgeblichen Anteil an Reals 30. Meistertitel.
Während eines Champions-League-Spiels gegen Juventus Turin im November 2008 verletzte er sich und fiel bis zum Saisonende aus. Gegen Deportivo Xerez gab van Nistelrooy im September 2009 sein Comeback. Er bereitete ein Tor vor und erzielte kurz vor Schluss ein weiteres selbst. Es folgten jedoch weitere Verletzungspausen. Im Januar 2010 plante Real Madrid nicht mehr mit ihm und erteilte ihm eine Freigabe für einen ablösefreien Wechsel.
Während seiner Zeit in Madrid absolvierte van Nistelrooy nur etwas mehr als die Hälfte aller Liga-Spiele, die möglich gewesen wären (68 von 132), kam dabei aber erneut zu einer hohen Torquote von 67 Prozent.

#### Hamburger SV
Am 23. Januar 2010 wechselte van Nistelrooy zum Hamburger SV, bei dem er einen Vertrag bis zum 30. Juni 2011 unterschrieb. Real Madrid verzichtete auf eine Ablöse, da sein Vertrag im Juni ausgelaufen wäre und so sein Gehalt eingespart wurde. Seinen ersten Kurzeinsatz für den HSV hatte der Niederländer am 6. Februar 2010 gegen den 1. FC Köln über drei Minuten. In seinem zweiten Spiel erzielte van Nistelrooy am 13. Februar 2010 beim VfB Stuttgart nach seiner Einwechslung in der 65. Minute beim Spielstand von 1:1 mit einem Doppelpack binnen 90 Sekunden seine ersten Tore in der Bundesliga und sicherte dem HSV den Sieg. Im Heimspiel gegen den RSC Anderlecht am 11. März 2010 erzielte van Nistelrooy in der 40. Minute beim Stand von 1:0 sein erstes Tor in der Europa League. Beim Pokalspiel gegen den Torgelower SV Greif am 15. August 2010 gelangen van Nistelrooy ein Hattrick und eine Torvorlage.
Für Aufsehen sorgte van Nistelrooys öffentlich gewordener Wunsch, im Wintertransferfenster 2010/11 wieder zurück zu Real Madrid zu wechseln, das nach einer schweren Verletzung seines Mittelstürmers Gonzalo Higuaín einen kurzfristigen Ersatz suchte und an dem bereits 34-jährigen van Nistelrooy konkretes Interesse bekundet hatte. Der HSV lehnte aber, obwohl der Vertrag van Nistelrooys nur noch bis Sommer 2011 lief, den Wechselwunsch des Niederländers ab und zwang ihn, das verbleibende halbe Jahr seines Vertrages zu erfüllen. Daraufhin gab van Nistelrooy bekannt, dass er nach Auslaufen seines Kontraktes im Sommer 2011 für einen anderen Verein auflaufen wolle.
Sein letztes Spiel für den HSV machte er am 14. Mai 2011 am letzten Spieltag der Fußball-Bundesliga 2010/11 gegen Borussia Mönchengladbach, als er in der 68. Minute für Zé Roberto eingewechselt wurde und Änis Ben-Hatiras Treffer zum 1:1-Endstand vorbereitete.
Am 15. Dezember 2014 kehrte Ruud van Nistelrooy kurzfristig zum HSV zurück. Er hospitierte im Rahmen seiner Trainerausbildung.

#### FC Málaga
In der Sommerpause 2011 wechselte van Nistelrooy ablösefrei zum FC Málaga. Er unterschrieb einen Einjahresvertrag bis zum 30. Juni 2012 mit Option für eine weitere Spielzeit. Mit dem FC Málaga erreichte er den vierten Platz und damit die Qualifikationsrunde zur UEFA Champions League. 28-mal kam er für die Andalusier zum Einsatz und erzielte dabei vier Tore. Am 14. Mai 2012 beendete van Nistelrooy seine Laufbahn.

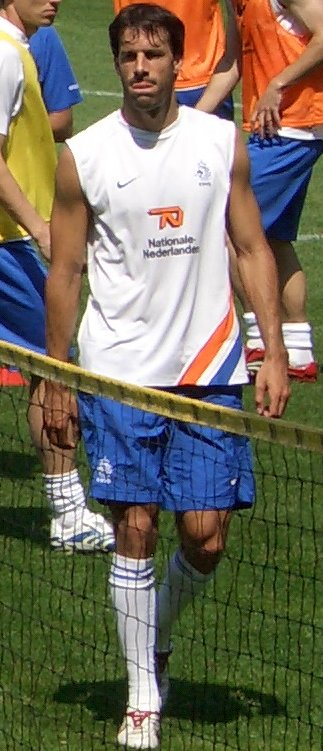
Van Nistelrooy beim Training der Niederlande (2007)

### In der Nationalmannschaft
Sein Debüt für die Niederlande gab van Nistelrooy am 18. November 1998 gegen Deutschland (1:1). Sein erstes Länderspieltor schoss er am 28. April 1999 gegen Marokko.
Bei der Fußball-Europameisterschaft 2000 fiel er aufgrund einer Verletzung aus, nahm aber an der Europameisterschaft 2004 teil. Im Spiel gegen Deutschland egalisierte van Nistelrooy die zwischenzeitliche 1:0-Führung Deutschlands noch und traf kurz vor Schluss zum Ausgleich. In den nächsten Vorrundenspielen traf er noch insgesamt dreimal. Im Halbfinale scheiterte van Nistelrooy mit seinem Team an Gastgeber Portugal. Er war mit vier Toren zusammen mit Wayne Rooney nach Milan Baroš zweitbester Schütze des Turniers.
Bei der WM 2006 in Deutschland kam van Nistelrooy dreimal zum Einsatz und schoss ein Tor gegen die Elfenbeinküste. Im Achtelfinale gegen Portugal, welches die Niederlande verloren, ließ Bondscoach Marco van Basten van Nistelrooy die volle Spielzeit auf der Ersatzbank. Zuvor hatte van Basten van Nistelrooy öffentlich kritisiert.
Nach einjähriger Abstinenz gab van Nistelrooy am 22. August 2007 gegen die Schweiz sein Comeback für Oranje; auch bei der EM 2008 gehörte er zum Kader der Elftal, wurde in drei Spielen eingesetzt und konnte zwei Tore erzielen.
Im August 2008 erklärte van Nistelrooy seine Karriere in der niederländischen Nationalmannschaft für beendet. Er wollte sich zu der Zeit nach einigen Verletzungen vollständig auf seinen Verein Real Madrid konzentrieren. Im Jahr 2010 machte sich van Nistelrooy, mittlerweile beim Hamburger SV unter Vertrag stehend, noch einmal Hoffnungen, für die Weltmeisterschaft 2010 in Südafrika nominiert zu werden, wurde von Bondscoach Bert van Marwijk jedoch nicht mehr berücksichtigt. Nach der WM kehrte er in den Kader zurück, wurde im EM-Qualifikationsspiel in und gegen San Marino Mitte der zweiten Halbzeit eingewechselt und erzielte in letzter Minute den Treffer zum 5:0-Endstand. Mit seinem 34. Länderspieltor zog er in der Torschützenliste der Nationalmannschaft an den Oranje-Größen Johan Cruyff und Abe Lenstra vorbei.
Anfang April 2012 wurde van Nistelrooy von Bondscoach Bert van Marwijk mitgeteilt, dass er bei der Europameisterschaft 2012 nicht im Kader der niederländischen Nationalmannschaft stehen werde.

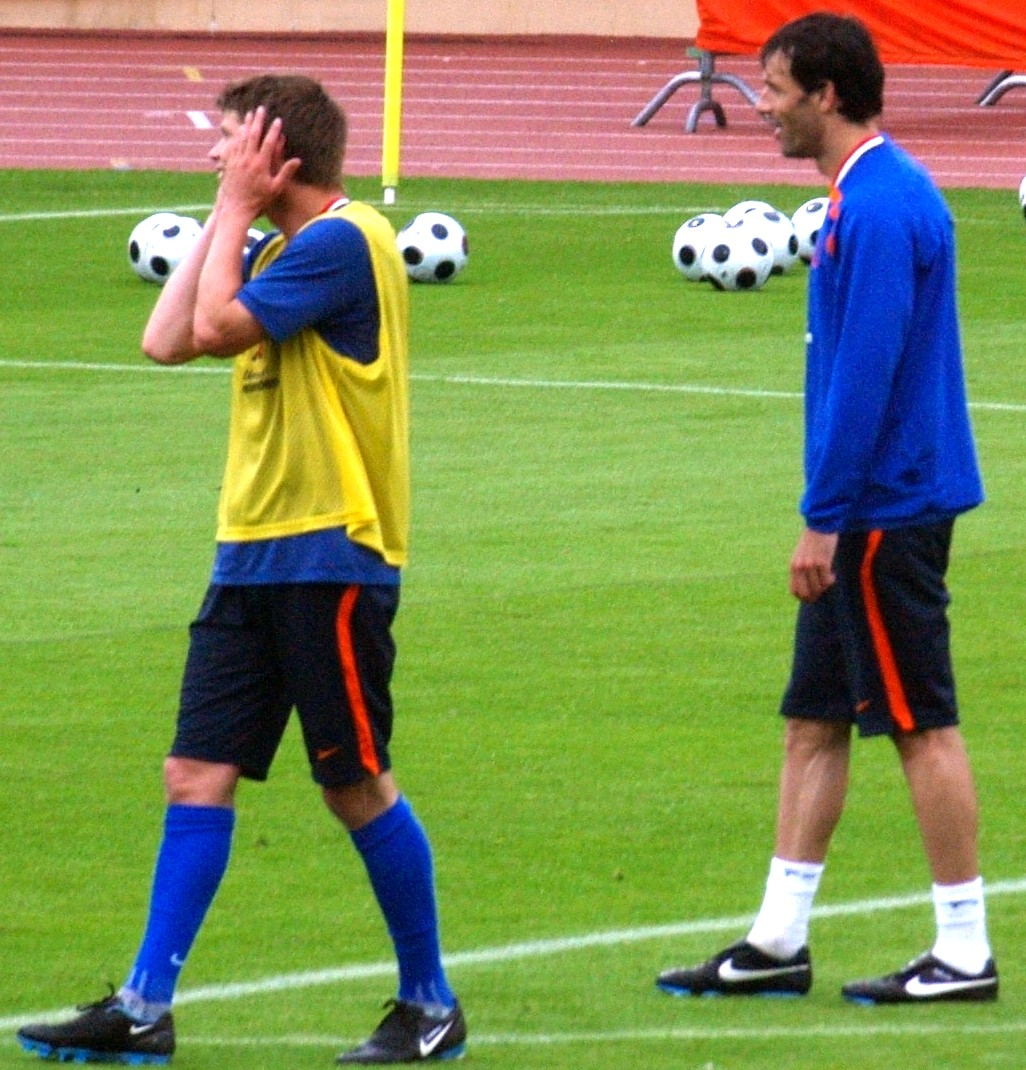
Van Nistelrooy und Klaas-Jan Huntelaar

## Karriere als Trainer
Nach der Fußball-Weltmeisterschaft 2014 wurde van Nistelrooy Co-Trainer des ebenfalls neu eingestellten Bondscoach Guus Hiddink bei der niederländischen Nationalelf. Er unterschrieb am 28. März 2014 einen Vertrag bis nach der Fußball-Europameisterschaft 2016.
Zur Saison 2018/19 übernahm van Nistelrooy die A-Jugend (U19) der PSV Eindhoven von Mark van Bommel, der Trainer der Profimannschaft wurde. Ab der Saison 2021/22 war van Nistelrooy als Trainer von Jong PSV vorgesehen.
Mit Saisonbeginn 2022/23 wurde er Trainer der ersten Mannschaft des PSV, wo er einen Vertrag bis Ende Juni 2025 erhielt und Roger Schmidt beerbte. In seiner ersten Saison gewann er mit seiner Mannschaft den KNVB-Pokal 2022/23 im Finale gegen Ajax Amsterdam und stand vor dem letzten Spieltag auf Platz 2 der Eredivisie hinter dem bereits feststehenden Meister Feyenoord Rotterdam. Vier Tage vor dem letzten Spiel gegen AZ Alkmaar trat van Nistelrooy wegen „zu wenig Rückhalt und Unterstützung vom Verein“ mit sofortiger Wirkung vom Traineramt zurück.
Seit Juli 2024 war er Co-Trainer bei Manchester United unter Erik ten Hag. Ende Oktober 2024 trat van Nistelrooy das Amt des Cheftrainers interimsmäßig bei Manchester United an, nachdem Erik ten Hag kurz davor entlassen wurde. Unter van Nistelrooy gelangen dem Team in vier Pflichtspielen drei Siege und ein Unentschieden, bevor er mit Ankunft des neuen Cheftrainers Rúben Amorim den Klub am 11. November 2024 wieder verließ. Am 29. November wurde er als Nachfolger von Steve Cooper als neuer Cheftrainer von Leicester City vorgestellt. Im Sommer 2025 wurde sein Vertrag nach dem Abstieg aus der Premier League aufgelöst.

## Erfolge und Auszeichnungen

### Als Spieler
PSV Eindhoven (1998–2001)
- Niederländischer Meister: 2000, 2001
- Johan-Cruyff-Schale: 2000, 2001

Manchester United (2001–2006)
- Premier League: 2003
- FA Cup: 2004
- League Cup: 2006
- Charity Shield: 2003

Real Madrid (2006–2010)
- Spanischer Meister: 2007, 2008
- Spanischer Supercup: 2008

### Persönliche Ehrungen
- Fußballer des Jahres der Niederlande: 1998/99, 1999/00
- Englands Fußballer des Jahres: 2002
- Premier League Player of the Season: 2003
- UEFA Club Football Awards Stürmer des Jahres: 2003, 2004
- UEFA Team of the Year: 2003
- PFA Team of the Year: 2002, 2004
- Sir Matt Busby Spieler des Jahres: 2002, 2003
- 2004 Aufnahme in die FIFA 100

### Torschützenkönig
- Eredivisie: 1999, 2000
- Premier League: 2003
- Primera División: 2007
- UEFA Champions League: 2002, 2003, 2005
- Welttorjäger: 2002

## Saisonstatistik
| Verein            | Liga             | Saison          | Liga   | Liga | Nat. Pokal | Nat. Pokal | Europapokal | Europapokal | Andere | Andere | Gesamt | Gesamt |
| Verein            | Liga             | Saison          | Spiele | Tore | Spiele     | Tore       | Spiele      | Tore        | Spiele | Tore   | Spiele | Tore   |
| ----------------- | ---------------- | --------------- | ------ | ---- | ---------- | ---------- | ----------- | ----------- | ------ | ------ | ------ | ------ |
| FC Den Bosch      | Eerste Divisie   | 1993/94         | 2      | 0    | -          | -          | -           | -           | -      | -      | 2      | 0      |
| FC Den Bosch      | Eerste Divisie   | 1994/95         | 15     | 3    | 2          | 3          | -           | -           | -      | -      | 17     | 6      |
| FC Den Bosch      | Eerste Divisie   | 1995/96         | 21     | 2    | -          | -          | -           | -           | -      | -      | 21     | 2      |
| FC Den Bosch      | Eerste Divisie   | 1996/97         | 31     | 12   | -          | -          | -           | -           | -      | -      | 31     | 12     |
| Gesamt            | Gesamt           | Gesamt          | 69     | 17   | 2          | 3          | -           | -           | -      | -      | 71     | 20     |
| SC Heerenveen     | Eredivisie       | 1997/98         | 31     | 13   | 5          | 3          | -           | -           | -      | -      | 36     | 16     |
| Gesamt            | Gesamt           | Gesamt          | 31     | 13   | 5          | 3          | -           | -           | -      | -      | 36     | 16     |
| PSV Eindhoven     | Eredivisie       | 1998/99         | 34     | 31   | 5          | 1          | 7           | 6           | -      | -      | 46     | 38     |
| PSV Eindhoven     | Eredivisie       | 1999/00         | 23     | 29   | 2          | 0          | 8           | 3           | -      | -      | 33     | 32     |
| PSV Eindhoven     | Eredivisie       | 2000/01         | 10     | 2    | 2          | 3          | -           | -           | -      | -      | 12     | 5      |
| Gesamt            | Gesamt           | Gesamt          | 67     | 62   | 9          | 4          | 15          | 9           | -      | -      | 91     | 75     |
| Manchester United | Premier League   | 2001/02         | 32     | 23   | 2          | 2          | 14          | 10          | 1      | 1      | 49     | 36     |
| Manchester United | Premier League   | 2002/03         | 34     | 25   | 3          | 4          | 11          | 14          | 4      | 1      | 52     | 44     |
| Manchester United | Premier League   | 2003/04         | 32     | 20   | 4          | 6          | 7           | 4           | 1      | 0      | 44     | 30     |
| Manchester United | Premier League   | 2004/05         | 17     | 6    | 3          | 2          | 7           | 8           | -      | -      | 27     | 16     |
| Manchester United | Premier League   | 2005/06         | 35     | 21   | 2          | 0          | 8           | 2           | 2      | 1      | 47     | 24     |
| Gesamt            | Gesamt           | Gesamt          | 150    | 95   | 14         | 14         | 47          | 38          | 8      | 3      | 219    | 150    |
| Real Madrid       | Primera División | 2006/07         | 37     | 25   | 3          | 2          | 7           | 6           | -      | -      | 47     | 33     |
| Real Madrid       | Primera División | 2007/08         | 24     | 16   | 1          | 0          | 7           | 4           | 1      | 0      | 33     | 20     |
| Real Madrid       | Primera División | 2008/09         | 6      | 4    | -          | -          | 4           | 3           | 2      | 3      | 12     | 10     |
| Real Madrid       | Primera División | 2009/10         | 1      | 1    | 2          | 0          | 1           | 0           | -      | -      | 4      | 1      |
| Gesamt            | Gesamt           | Gesamt          | 68     | 46   | 6          | 2          | 19          | 13          | 3      | 3      | 96     | 64     |
| Hamburger SV      | Bundesliga       | 2009/10         | 11     | 5    | -          | -          | 7           | 2           | -      | -      | 18     | 7      |
| Hamburger SV      | Bundesliga       | 2010/11         | 25     | 7    | 1          | 3          | -           | -           | -      | -      | 26     | 10     |
| Gesamt            | Gesamt           | Gesamt          | 36     | 12   | 1          | 3          | 7           | 2           | -      | -      | 44     | 17     |
| FC Málaga         | Primera División | 2011/12         | 28     | 4    | 4          | 1          | -           | -           | -      | -      | 32     | 5      |
| Gesamt            | Gesamt           | Gesamt          | 28     | 4    | 4          | 1          | -           | -           | -      | -      | 32     | 5      |
| Karriere Gesamt   | Karriere Gesamt  | Karriere Gesamt | 449    | 249  | 41         | 30         | 88          | 62          | 11     | 6      | 589    | 347    |

## Allgemein
- In der Liste der Champions-League-Rekordtorschützen ist er mit 56 Toren aktuell Sechster (Stand: 8. Mai 2024); vor ihm liegen nur Cristiano Ronaldo, Lionel Messi, Robert Lewandowski, Karim Benzema und Raúl.
- Er traf in der Champions League im Dress drei verschiedener Clubs gegen denselben Gegner (gemeinsamer Rekord). In Spielen gegen den FC Bayern München im Trikot von PSV Eindhoven, Manchester United und Real Madrid sind ihm Tore gelungen. Außerdem schafften dieses Kunststück nur Hans Jörg Butt gegen Juventus Turin mit dem Hamburger SV, Bayer 04 Leverkusen und dem FC Bayern München (alle Tore per Elfmeter) sowie Cristiano Ronaldo gegen Olympique Lyon mit seinen Vereinen Manchester United, Real Madrid und Juventus Turin.[17]
- 2004 wurde er von Pelé in die Liste der 125 besten lebenden Fußballspieler aufgenommen.

## Privates
- Seit dem 10. Juli 2004 ist van Nistelrooy mit Leontien Slaats verheiratet. Sie haben seit dem 26. September 2006 eine Tochter und seit dem 22. März 2008 einen Sohn.